# Meconopsis bijiangensis
Meconopsis bijiangensis är en vallmoväxtart som beskrevs av H.Ohba, Tosh.Yoshida och H.Sun. Meconopsis bijiangensis ingår i släktet bergvallmor, och familjen vallmoväxter. Inga underarter finns listade i Catalogue of Life.